# ムーア城
ムーア城（ムーアじょう、英: Moorish Castle）は、ジブラルタルにある中世の城砦。様々な建物、門、城壁からなり、最も特筆すべきなのがタワー・オブ・ハミッジ（敬意の塔）とゲート・ハウス（門楼）である。前者はジブラルタルを訪れた者ならば誰でもはっきり目にすることができるが、それは際立った佇まいもさる事ながら、その支配的・戦略的立地にもよるものである。近くのスペインのアルカサルとしばしば比較されるものの、ムーア城はマリーン朝が建てたという点でイベリア半島でも特異な存在である。
城の一部はかつてイギリスがジブラルタルの刑務所として使っていたが、これは2010年に移転した。

## 歴史

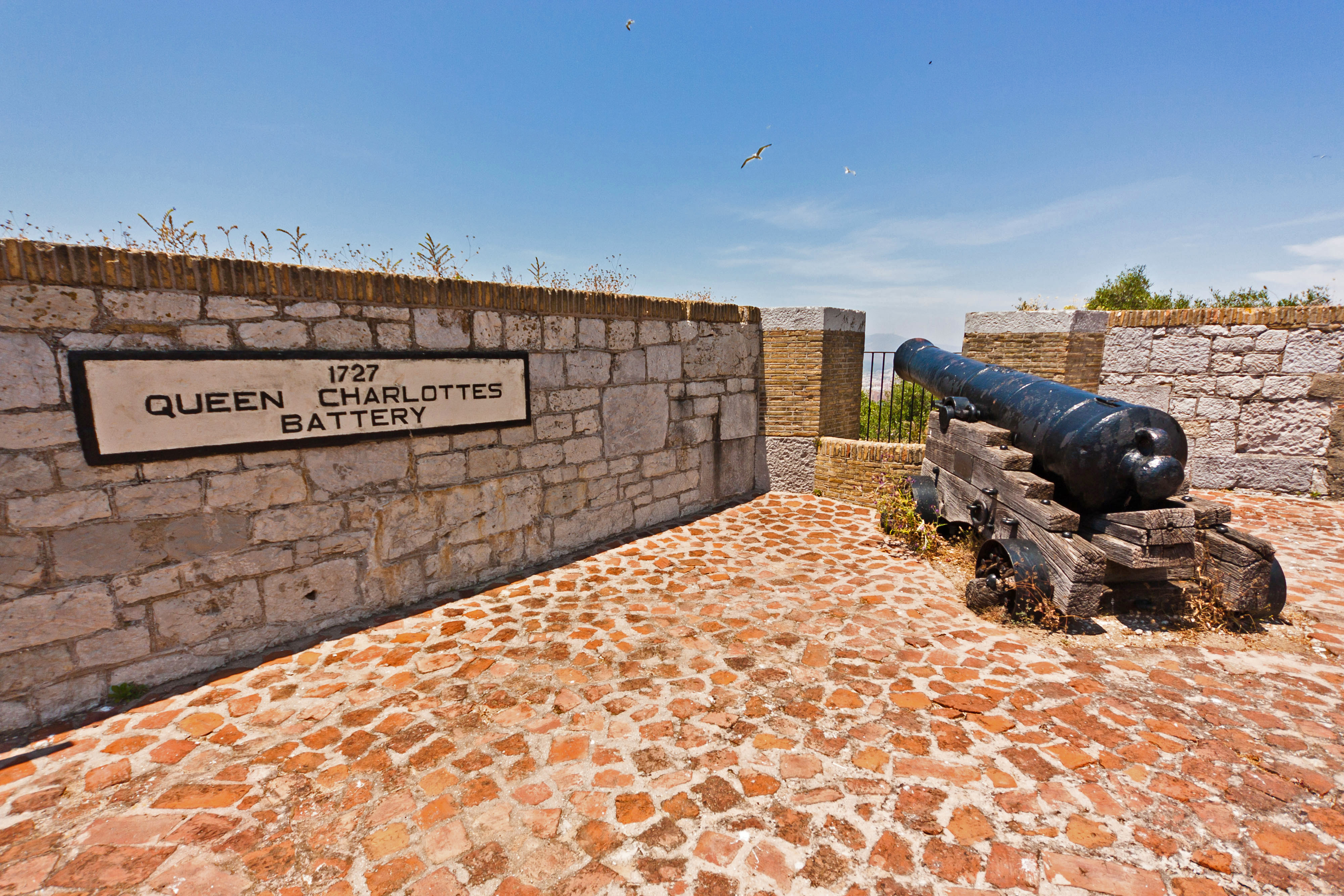
ムーア城のクィーン・シャーロット砲台

ネアンデルタール人の時代から古代人、ムーア人、スペイン人、現在のイギリス人と、ここを訪れ征服した多くの人々と文明にとって、ジブラルタルは常に特別な重要性を持つ地だった。
ムーア人の支配は今のところ、記録に残るジブラルタルの歴史の中で最も長いものである。これは711年-1309年および1350年-1462年、合計710年にわたるものだった。
イスラム教徒とキリスト教徒双方にとってのジブラルタルは、ムーア人のヨーロッパへの侵攻と支配が711年にこの地で始まったという点で重要なものとなっている。ジブラルタルは1462年にスペインに奪還され、ムーア人の支配は徐々に衰えてゆき、1492年にはグラナダが陥落し、ムーア人によるヨーロッパ支配は781年目にして終止符を打った。
ムーア人のスペイン侵攻は、ターリク・イブン＝ズィヤードと Musa ibn Nasayr が率いたものだった。かくしてジブラルタルはスペインおよびフランスの一部に侵攻する際の足がかりとなった。この見事な軍事的成果は、たった22年で成し遂げられた。侵攻した距離、当時の地勢、未だ機械力が発明されていなかった点で、これは並外れたものである。ジブラルタルの戦略的重要性は、ムーア人支配の末期に高まった。というのも、キリスト教徒側がグアダルキビール谷を手に入れて以降、グラナダ王国と北アフリカのムーア人領土の連絡において、ジブラルタルは重要地のひとつとなったからである。
ムーア城の建設は、8世紀（おそらく711年）に開始されたが、いつ完成したかについては記録にない。その城壁は、上はジブラルタルの岩（ザ・ロック）の上部、下は海に至るまで、かなりの面積を囲っている。最も目を惹くところといえば、まず高所にある塔、いわゆるタワー・オブ・ハミッジであり、その下には様々なテラスや銃眼付き胸壁がある。他に、丸屋根付きのがっしりしたゲート・ハウスがある。

## タワー・オブ・ハミッジ
タワー・オブ・ハミッジは、イベリア半島でイスラム時代に建てられた塔の中では最も高いものであり、城のカスバはこの地域で最大である。この城はアラブ人によるイベリア半島攻略で重要な役割を果たした。アラブ人たちは2年で半島の大部分を征服し、のち7世紀にわたってヨーロッパの一角を占めることになる。それゆえこの城は、ジブラルタルとイベリア半島のみならず、ヨーロッパにとっても重要な遺産だといえる。
1309年から1333年の短期間スペインに支配された後、ムーア人が再度ジブラルタルを占領する際に城はほぼ破壊されてしまい、現在のタワー・オブ・ハミッジおよび現存する城の部分の殆どは、14世紀はじめの2度目のムーア人支配時代に再建されたものである。

## 現在
現在、ムーア城はジブラルタルを訪れる観光客に最も人気のある名所のひとつであり、1995年に発行され今も流通している5ジブラルタル・ポンド貨幣の裏面にも描かれている。
「Moorish Castle」あるいはスペイン語の「El Castillo」は、地元では「Moorish Castle Estate」がある城周辺の住宅地を指すこともある。
城の一部はかつてイギリスがジブラルタルの刑務所として使っていたが、これは2010年に移転した。